# Jesewitz
Jesewitz är en kommun och ort i Landkreis Nordsachsen i förbundslandet Sachsen i Tyskland. Kommunen har cirka 3 100 invånare.
Kommunen ingår i förvaltningsområdet Eilenburg-West tillsammans med kommunen Zschepplin.